# Hypodryas inexpectata
Hypodryas inexpectata är en fjärilsart som beskrevs av Leo Andrejewitsch Sheljuzhko 1934. Hypodryas inexpectata ingår i släktet Hypodryas och familjen praktfjärilar. Inga underarter finns listade i Catalogue of Life.